# Laura Gonzenbach
Laura Gonzenbach (Messina, 26 dicembre 1842 – Messina, 16 luglio 1878) è stata una scrittrice ed etnologa italiana, raccoglitrice di racconti storici, fiabe e leggende dei contadini, lavoratori e classi medie della Sicilia.

## Biografia
La famiglia dei Gonzenbach, di professione mercanti, proveniva dalla Svizzera germanofona. Il padre, Peter Victor, mercante e banchiere, fu per quarant'anni console della Confederazione Elvetica a Messina. La madre proveniva da una piccola città tedesca. Laura era la penultima di otto figli. A seguito della morte della madre, avvenuta nel 1847, Laura fu accudita e seguita negli studi dalla sorella Magdalena, donna di grande cultura, che nel 1874 fondò una scuola femminile, l'Istituto-Convitto Gonzenbach, nella città dello Stretto. La sua biografia, parzialmente avvolta nel mistero, è stata ricostruita da Luisa Rubini in Fiabe e mercanti in Sicilia. La raccolta di Laura Gonzenbach. La comunità di lingua tedesca a Messina nell’Ottocento (1998).
Di buona formazione, Laura studiò e trascrisse storie popolari, raccontate principalmente da altre donne. Dopo l'interesse che suscitò il teologo e storico Otto Hartwig (1830-1903) sul tema del folclore dell'isola, organizzò l'antologia Sicilianische Märchen ("Racconti popolari siciliani"), opera che venne pubblicata in due volumi nel 1870. Fra i motivi dell’eccezionalità dell’opera primeggiano la dimensione di genere e la particolare storia editoriale del volume, che vide la luce in primis in lingua tedesca su iniziativa di Hartwig, precedendo di diversi anni la pubblicazione delle raccolte popolari siciliane dell’illustre demologo Giuseppe Pitrè (1841-1916).
Il suo influente lavoro di conservazione del patrimonio orale siciliano è una delle rare collezioni folcloriche ottocentesche compilate da una donna.

## Pubblicazioni
- Laura Gonzenbach, Fiabe siciliane, a cura di Vincenzo Consolo e Luisa Rubini, Roma, Donzelli, 1999, ISBN 88-7989-279-7.